# Жаулин, Киикбай Мынбаевич
Киикбай Мынбаевич Жаулин (14.04.1965) — общественный деятель, доктор политологических наук, профессор, «Отличник образования Республики Казахстан».

## Биография
Киикбай Мынбаевич Жаулин родился 14 апреля 1965 года в селе Жаркамыс Байганинского района Актюбинской области в семье служащего.
В 1982 году, после окончания средней школы, начал свою трудовую деятельность чабаном в комсомольско-молодежной бригаде «Жас даурен».
В 1983 году поступил на историко-филологический факультет Гурьевского государственного педагогического института.
В 1984—1986 годах служба в армии.
В 1990 году Жаулина, выпускника Атырауского педагогического института, ректорат оставил работать преподавателем на кафедре «Политической истории и политэкономии».
В 1993—1994 годах преподаватель кафедры «История Казахстана» Атырауского государственного университета имени Х. Досмухамедова.
В 1994 году соискатель в Институте истории, этнологии и археологии Академии наук РК.
В 1994—1997 годах старший преподаватель кафедры «История Казахстана» Атырауского государственного университета имени Х. Досмухамедова.
В 1997—1998 годах заместитель декана факультета заочного обучения Атырауского государственного университета имени Х. Досмухамедова.
В 1999 году возглавил Атырауский филиал Международной академии права и рынка.
В 2000 году заведующий кафедрой «Таможенные и правовые дисциплины» Атырауского государственного университета им. Х. Досмухамедова.
В 2000—2003 годах Киикбай Жаулин, работая деканом юридического факультета университета имени Х. Досмухамедова, вывел на новый уровень учебно-воспитательную работу, далее занял должность проректора вуза по экономическому прогнозированию и менеджменту.
В конце 2003 года он перевелся на работу в Актюбинский государственный университет имени К. Жубанова на должность проректора по учебно-методической работе.
В 2004—2005 годах начальник учебно-методического управления Актюбинского государственного педагогического института.
В 2005—2006 годах проректор по производству Атырауского института нефти и газа.
В 2006—2007 годах профессор кафедры гуманитарных дисциплин.
В 2007—2008 годах заместитель директора департамента внутренней политики Атырауской области.
В 2008—2009 годах профессор кафедры «История Казахстана» Атырауского института нефти и газа.
25 августа 2009 года назначен заведующим кафедрой «История Казахстана и право».
С 16 августа 2009 по 10 декабря 2010 года заместитель акима города Атырау.
10 декабря 2010 года назначен начальником Управления образования Атырауской области.
С 13 августа по октябрь 2011 года ректор Атырауского государственного университета имени Х. Досмухамедова.
С 1 сентября 2012 года директор Научно-исследовательского центра Атырауского института нефти и газа.
С 1 ноября 2013 по 6 августа 2018 года проректор по науке и международным связям Атырауского института нефти и газа.
С 6 августа по 25 октября 2018 года заместитель председателя Объединения профсоюзного центра Мангистауской области.
С 25 октября 2018 по 12 декабря 2019 года председатель Объединения Профсоюзный центр Мангистауской области.
С 13 декабря 2019 года директор ТОО «Мангистау профсервис».

## Научная деятельность
Решением специализированного совета при Институте истории и этнологии академии наук от 7 мая 1997 года присуждена ученая степень кандидата исторических наук. Кандидатская диссертация на тему «Насильственная коллективизация индивидуальных крестьянских хозяйств в Западном Казахстане: история и уроки (1928—1933 гг.)» под руководством академика, доктора исторических наук, профессора Манаша Козыбаева.
В 1998 году решением Высшей аттестационной комиссии присвоено звание доцента.
Решением комитета по контролю в сфере образования и науки Министерства образования и науки Республики Казахстан от 29 апреля 2009 года присуждена ученая степень доктора политических наук. Докторская диссертация на тему «Политическая модернизация как условие устойчивого развития Республики Казахстан: политологический анализ» под руководством доктора политических наук, профессора Саина Борбасова.
Решением комитета по контролю в сфере образования и науки Министерства образования и науки Республики Казахстан от 11 апреля 2011 года присвоено ученое звание профессора по специальности политология.
В мае 2019 года было присвоено звание академика Академии истории и общественных наук.
Он является автором 200 статей, 4 монографий и 3 учебно-методических пособий. Продолжает активно участвовать в организации и проведении межвузовских и республиканских научно-практических конференций. И уже как наставник он заботится о подготовке, повышении квалификации и переподготовке научных кадров через систему аспирантуры и магистратуры.

## Общественная деятельность
В 1989—1994 годах избирался депутатом первого Гурьевского городского совета из числа студентов. Преподавательский коллектив и партийный комитет института выдвинули кандидатуру молодого Киикбая на участие в выборах в Гурьевский городской совет народных депутатов на альтернативной основе вместе с действующим секретарем городского комитета партии по идеологии. Тогда в выборах впервые победил представитель студенческой молодежи, и впервые студент стал членом городского совета народных депутатов. В период двух созывов был председателем Постоянной комиссии по делам молодежи, нации, культуры, народного образования и исторического наследия.
В 1994—1999 годах был избран депутатом Атырауского городского маслихата на альтернативной основе и внес свой вклад в дальнейшее совершенствование работы среди молодежи.

## Награды
За вклад в социально-экономическое и общественно-политическое развитие области Киикбай Жаулин награжден нагрудным знаком «Почетный работник образования Республики Казахстан» (2005), нагрудным знаком «За заслуги в развитии науки Республики Казахстан» (2015), юбилейными медалями «10 лет Независимости Республики Казахстан» (2001), «100 лет казахстанской нефти» (2000), «20 лет маслихатам Казахстана» (2014), «За вклад в развитие национальной инженерной академии Республики Казахстан» (2016), «25 лет маслихатам Казахстана» (2019), «За заслуги перед профсоюзами республики Казахстан» (2019), а также Почетными грамотами акима Атырауской области, Благодарственным письмом Президента Республики Казахстан (2005), Почетной грамотой Центрального аппарата НДП «Отан» (2006), Благодарственным письмом Агентства Республики Казахстан по делам государственной службы (2011), Почетной грамотой председателя Сената Парламента Республики Казахстан Касым-Жомарта Токаева (2015).